# Rogue (Doctor Who)
"Rogue" é o sexto episódio da 14.ª temporada da série de ficção científica britânica Doctor Who, lançado originalmente através do BBC iPlayer e Disney+ em 8 de junho de 2024. Foi escrito por Kate Herron e Briony Redman e dirigido por Ben Chessell.
No episódio, o Décimo quinto Doutor (Ncuti Gatwa) e sua acompanhante Ruby Sunday (Millie Gibson) vão para um baile em 1813 e encontram um misterioso caçador de recompensas chamado Ladino, interpretado por Jonathan Groff, que está tentando caçar e matar um membro criminoso metamorfo da espécie Chuldur.
"Rogue" recebeu críticas geralmente positivas, com elogios particulares às atuações de Gatwa e Groff.

## Enredo
O Doutor e Ruby chegam a um baile em 1813, onde o Doutor encontra um misterioso caçador de recompensas chamado Ladino, e os dois saem para conversar. Enquanto isso, Ruby encontra uma mulher chamada Emily e acidentalmente interrompe uma confissão de amor entre ela e outro homem. Ruby conforta Emily, enquanto o Doutor e Ladino descobrem o cadáver da duquesa anfitriã da festa. Ladino captura o Doutor e o leva para sua nave.
Ladino examina o Doutor, acreditando que ele seja um Chuldur, um membro de uma raça de humanoides metamorfos semelhantes a pássaros que matam suas vítimas para fazer cosplay de suas vidas. Ladino prende o Doutor em um dispositivo de selamento e ameaça mandá-lo para um incinerador, mas ele consegue convencê-lo a poupá-lo, mostrando-lhe sua biologia de Senhor do Tempo. O Doutor reconfigura o dispositivo de selamento para enviar o Chuldur para uma dimensão alternativa para que Ladino não o mate, ao mesmo tempo que oferece a ele a oportunidade de viajarem juntos.
Ruby e Emily descobrem o cadáver de uma governanta e se encontram com o Doutor e Ladino. Estes decidem atrair o Chuldur disfarçado da duquesa ao dançarem juntos no baile, com o Doutor professando amor e Ladino lhe oferecendo um anel. Os dois saem correndo do baile e a duquesa os segue. O Doutor e Ladino percebem que na verdade existem quatro Chuldur e não apenas um, e a dupla foge deles. Eles reconfiguram o dispositivo de selamento para prender mais Chuldur enquanto Ruby conforta Emily, que se revela ser uma Chuldur e aparentemente mata e se transforma em Ruby.
O Doutor interrompe o casamento simulado de um Chuldur com Ruby e usa o dispositivo de selamento neles, mas ela revela que conseguiu escapar de Emily, mas não conseguiu escapar do selo. O Doutor se recusa a ativar o selo com Ruby dentro, mas Ladino o beija e rouba o dispositivo de ativação, entrando no selo para tirar Ruby. Ladino pede ao Doutor para encontrá-lo novamente enquanto ele e os Chuldur são enviados para uma dimensão alternativa desconhecida.
O Doutor envia a nave de Ladino em uma órbita ao redor da Lua e diz a Ruby que não seria possível encontrá-lo devido ao número infinito de dimensões alternativas. Ele e Ruby voltam para a TARDIS enquanto ele coloca o anel de Ladino.

## Produção

### Desenvolvimento
O episódio se passa em Bath, Somerset em 1813 durante a era da Regência. Foi comparado a Bridgerton e Orgulho e Preconceito. Russell T Davies, o showrunner de Doctor Who, afirmou que ele e a produtora executiva de Bridgerton, Shonda Rhimes, eram fãs um do outro. Ele explicou ainda que houve um episódio de Grey's Anatomy (uma série de televisão criada por Rhimes) onde os fãs de Doctor Who brigam por seu autógrafo em uma sala de emergência. Davies disse que via o episódio com o tema Bridgerton como uma "retribuição ao elogio". Phil Collinson, produtor executivo do programa, contratou Jack Murphy como coreógrafo do episódio depois de descobrir que ele trabalhou em Bridgerton. O episódio foi escrito por Kate Herron e Briony Redman. William Russell, que interpretou Ian Chesterton, um dos companheiros originais do Doutor, foi homenageado no final do episódio após sua morte cinco dias antes do episódio ser lançado.

### Filmagens
"Rogue" foi dirigido por Ben Chessell e filmado em maio de 2023. Foi produzido no quarto bloco de filmagens da 14.ª temporada junto com o segundo episódio, "The Devil's Chord". Locações para o episódio incluíram a Tredegar House em Newport no País de Gales e o Orangerie do Margam Country Park.

### Elenco
Em maio de 2023 foi anunciado que Jonathan Groff participaria de Doctor Who em um papel convidado não identificado, mais tarde revelado ser o personagem titular do episódio, um caçador de recompensas chamado Ladino. Groff disse que nunca tinha visto Doctor Who antes e recebeu cinco episódios, incluindo An Unearthly Child, de Davies antes do início das filmagens. Naquele mesmo mês, Indira Varma se juntou ao elenco para interpretar uma personagem misteriosa chamada Duquesa. Varma já havia interpretado Suzie Costello no spin-off de Doctor Who, Torchwood. Paul Forman estrelou como Lorde Barton. A imagem da atriz Susan Twist aparece em um retrato, continuando o padrão de sua aparição ao longo da 14.ª temporada como personagens aparentemente díspares. O restante do elenco convidado incluiu Michelle Greenidge aparecendo como a mãe de Ruby, Carla, e Ashley Campbell como um mordomo. O episódio também apresenta imagens de encarnações passadas do Doutor que incluiu uma atribuída a Richard E. Grant, que anteriormente interpretou uma versão alternativa do Nono Doutor no episódio animado Scream of the Shalka (2003) e que também fez o "Doutor muito bonito" na paródia The Curse of Fatal Death (1999), além de ter aparecido na série como a Grande Inteligência entre 2012 e 2013.

### Música
O episódio contou com covers orquestrais de música popular contemporânea, algo também utilizado por Bridgerton, incluindo "Bad Guy" de Billie Eilish e "Poker Face" de Lady Gaga. Também apresentou uma versão não instrumental de "Can't Get You Out of My Head" de Kylie Minogue.

## Transmissão e recepção
| Críticas profissionais: | Críticas profissionais: |
| Avaliações da crítica   | Avaliações da crítica   |
| Fonte                   | Avaliação               |
| ----------------------- | ----------------------- |
| Digital Spy             | [ 28 ]                  |
| Radio Times             | [ 29 ]                  |
| Total Film              | [ 30 ]                  |

### Transmissão
"Rogue" foi lançado pela primeira vez no Reino Unido no BBC iPlayer em 8 de junho de 2024, seguido por uma transmissão na BBC One mais tarde no mesmo dia. O Disney+ também faz a transmissão simultânea do episódio fora do Reino Unido e da Irlanda.

### Recepção critica
Jim Trinca do VG247 respondeu positivamente ao episódio, elogiando o roteiro de Redman e Herron, bem como as semelhanças gerais do episódio com outros anteriores da série, como os da segunda temporada. Robert Anderson da IGN também respondeu positivamente ao episódio, gostando do uso do personagem do Doutor, da atuação de Groff e dos Chuldur como antagonistas, mas criticou o episódio por apoiar-se fortemente em referências a Bridgerton. Rebecca Cook do Digital Spy achou a química entre Gatwa e Groff bem feita, ao mesmo tempo que respondeu positivamente ao desempenho de Varma. As atuações de Gatwa e Groff em particular foram elogiadas em geral.
Stefan Mohamed do Den of Geek também respondeu positivamente ao episódio. Ele elogiou a química e o romance entre Gatwa e Groff como o Doutor e Ladino, mas criticou o final, acreditando que a mudança repentina dos Chuldur para uma ameaça global pareceu apressada. Emily Murray da GamesRadar+ também respondeu positivamente às atuações de Groff e Gatwa, mas criticou a falta de envolvimento e interação com a personagem de Ruby, bem como o que ela acreditou ser uma trama "marginalizada" envolvendo os Chuldur. Louise Griffin da Radio Times afirmou que embora "Rogue" "não seja um clássico para as eras", ela achou o episódio uma mudança de tom divertida em relação aos episódios anteriores da temporada. Ela também elogiou as atuações de Gatwa e Groff, embora tenha criticado os Chuldur como antagonistas e as referências a Bridgerton.
Muitos críticos notaram as semelhanças entre o personagem de Groff e o Capitão Jack Harkness interpretado por John Barrowman.

## Romantização
Uma romantização do episódio, escrita por Kate Herron e Briony Redman, foi lançada em brochura e audiolivro em 8 de agosto de 2024 como parte da Target Collection.